# Édouard Brissaud
Pour les articles homonymes, voir Brissaud.
Édouard Brissaud, né le 15 avril 1852 à Besançon et mort le 19 décembre 1909 à Paris (6e), est un médecin français, neurologue, anatomo-pathologiste, et historien de la médecine.

## Biographie
Fils de Désiré Brissaud (1822-1889), professeur d'histoire au lycée Charlemagne, Édouard fut l'élève des professeurs Charcot, Broca, et Lasègue, puis médecin des hôpitaux et professeur à la Faculté de médecine de Paris. Il a travaillé dans différents domaines : l'anatomie, l'anatomo-pathologie, la neurologie et la psychiatrie. On lui doit notamment la description de la sinistrose en 1908.
Séjournant régulièrement en Béarn chez son ami Paul Reclus, il est élu conseiller général des Basses-Pyrénées pour le canton de Sauveterre-de-Béarn en février 1902.
Il épouse en 1879 Hélène Boutet de Monvel, née en 1852, petite-fille du comédien Monvel et descendante par sa mère des ténors d'opéra  Louis et Adolphe Nourrit. Trois fils naissent de leur union : Jacques (1880-1960), artiste peintre, Étienne (1882-1951), médecin, et Pierre (1885-1964), illustrateur de mode et d'ouvrages de littérature.
Il serait le modèle du docteur du Boulbon dans La Recherche de Marcel Proust.
Selon Emmanuel Berl qui le connut dans sa jeunesse, sa capacité de diagnostic à distance touchait à la divination. Il témoigne à son sujet : "Il vint un jour déjeuner avec ma mère et moi à Salies-de-Béarn où il nous avait envoyés. Je le revois entrer dans la salle à manger, froncer le sourcil, en regardant, à l'autre bout de la pièce, une table où une dame très élégante souriait en parlant à deux autres dames. Il dit "qu'est ce qu'elle a donc?" Elle avait une fille sourde et muette. Je suis aujourd'hui encore, stupéfait par cette divination" (Emmanuel Berl, A contretemps, Gallimard, Paris, 1969 p. 103)

## Publications

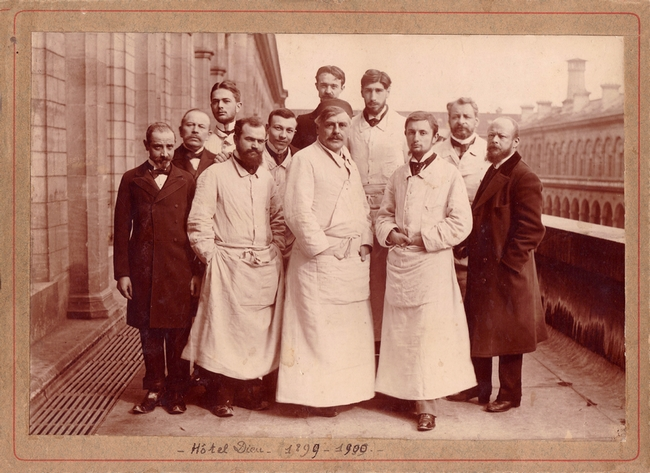
Édouard Brissaud et son service en 1899 à L'Hôtel-Dieu de Paris. Photographie anonyme, collection privée non sourcée.

- 1879 : Faits pour servir à l'histoire des dégénérations secondaires dans le pédoncule cérébral, Paris, V.-A. Delahaye, 20 p., monographie imprimée, in-8° (lire en ligne).
- 1880 : Recherches anatomo-pathologiques et physiologiques sur la contracture permanente des hémiplégiques, Paris, V.-A. Delahaye et Cie (lire en ligne).
- 1885 : Adénome et cancer hépatiques, Paris, Asselin et Houzeau, 27 p., monographie imprimée, in-8° (lire en ligne).
- 1886 : I : Stomatite et endocardite infectieuses. II : Localisation cérébrale dans un cas d'ostéite syphilitique du crâne, Paris, A. Delahaye et E. Lecrosnier, coll. « Publications du Progrès médical » (lire en ligne).
- 1893 : Anatomie du cerveau de l'homme : Morphologie des hémisphères cérébraux, ou cerveau proprement dit, Paris, G. Masson (lire en ligne).
- 1894 : Sur la nature et la pathogénie de la maladie de Parkinson, Paris, A. Coccoz, 24 p. (lire en ligne).
- 1895-1899 : Leçons sur les maladies nerveuses  (recueillies et publiées par Henry Meige), t. I : Salpêtrière 1893-1894, Paris, G. Masson (lire en ligne).
- 1895-1899 : Leçons sur les maladies nerveuses  (recueillies et publiées par Henry Meige), t. II : Saint-Antoine 1893-1894, Paris, G. Masson (lire en ligne).
- 1896 : L'Hygiène des asthmatiques  (préf. Adrien Proust), Paris, G. Masson, V-213 p., in-16 (lire en ligne).
- 1899 : Histoire de la médecine : Leçon d'ouverture, Paris, Félix Alcan et Bureaux du Progrès médical, coll. « Publications du Progrès médical », 29 p., monographie imprimée, in-8° (lire en ligne).
- 1906 : La Nouvelle Bible : Scientifiquement, Dieu n'existe pas, Paris, chez l'auteur, 156, rue de Javel, 180 p., monographie imprimée, 1 vol. in-12 (lire en ligne).

En collaboration
- Contribution à l'étude des tumeurs congénitales de la région sacrococcygienne, avec É. Monod, Versailles, Cerf et fils, 1877, monographie imprimée, in-8°, 16 p. fig., lire en ligne sur Gallica.
- De la déviation faciale dans l'hémiplégie hystérique, avec P. Marie, A. Delahaye et E. Lecrosnier, Paris, 1887, monographie imprimée, in-8°, 20 p., lire en ligne sur Gallica.
- Traité de médecine, direction, avec Charcot et Bouchard, Paris, G. Masson :
  - Tome 1, Charrin, Le Gendre, Roger et al., 1891, lire en ligne sur Gallica.
  - Tome 2, L.-H. Thoinot, Louis Guinon, G. Thibierge et al., 1892, lire en ligne sur Gallica.
  - Tome 3, A. Ruault, A. Mathieu, Courtois-Suffit et al. 1892, lire en ligne sur Gallica.
  - Tome 4, A. Ruault, Brissaud, Le Gendre et al., 1893, lire en ligne sur Gallica.
  - Tome 5, André Petit, Oettinger, Brault et al., 1893, lire en ligne sur Gallica.
- « Gigantisme et acromégalie », avec Henry Meige, Journal de médecine et de chirurgie pratiques, 25 janvier 1895, texte intégral.
- Nouvelle pratique médico-chirurgicale illustrée, direction, avec A. Pinard, P. Reclus et Henry Meige (secrétaire général), Paris, Masson, 8 vol. in-8°, 1911-1912
  - Tome 1 lire en ligne sur Gallica
  - Tome 2 lire en ligne sur Gallica
  - Tome 3 lire en ligne sur Gallica
  - Tome 4 lire en ligne sur Gallica
  - Tome 5 lire en ligne sur Gallica
  - Tome 6 lire en ligne sur Gallica
  - Tome 7 lire en ligne sur Gallica
  - Tome 8 lire en ligne sur Gallica

## Éponymie
- Syndrome de Brissaud, ou syndrome de Meige-Brissaud ;
- Maladie de Brissaud ;
- Maladie de Bourneville-Brissaud ;
- Réflexe de Brissaud ;
- Syndrome de Brissaud-Sicard.

## Distinctions
- Chevalier de la Légion d'honneur (31 décembre 1895[5]).